# Sumatra Occidentale
Sumatra Occidentale (in indonesiano Sumatera Barat) è una provincia dell'Indonesia, che comprende la parte occidentale dell'isola di Sumatra e le Isole Mentawai.
Nella provincia ci sono circa di 5 milioni di abitanti.
La capitale della provincia è Padang.